# 野間守人
野間 守人（のま やすと、1889年 - 1945年）は、日本の造園家。大正から戦前期まで官庁造園技師として活躍。福岡県生まれ。

## 経歴
1914年（大正3年）、第七高等学校を経て、1917年、東京帝国大学農科大学農学科を卒業し、東京府立園芸学校に教諭として赴任する。この間本多静六らの指導で各地の公園調査に参画、後に「理想の庭園及び公園」を公刊。
1923年（大正12年）まで園芸学校で教鞭をとっていたが、その後半年ほど京都府立農林学校で教職にあったあと、8月に御大典記念京都植物園の技師となって同園の開設、整備管理につくす。この頃から昭和初期までには学会誌等で都市公園面積の研究などを発表していた。
1934年（昭和9年）、名古屋市技師となり、狩野力の後任として土木部公園課長に就任。狩野が都市計画愛知地方委員会技師時代に策定していた「大名古屋市公園計画」の実施に邁進した。1945年退職。実際には名古屋時代はほとんど戦時中のことであって、大きな事業を数多く完成させることは既に困難な状況下であったが、名城公園の造成と多数の土地区画整理公園を完成させている。